# Stora Mörkgölen
Stora Mörkgölen är en sjö i Aneby kommun i Småland och ingår i Motala ströms huvudavrinningsområde. Sjön har en area på 0,0722 kvadratkilometer och ligger 272,5 meter över havet.

## Delavrinningsområde
Stora Mörkgölen ingår i det delavrinningsområde (641561-144907) som SMHI kallar för Utloppet av Försjön. Medelhöjden är 281 meter över havet och ytan är 10,37 kvadratkilometer. Det finns inga delavrinningsområden uppströms utan avrinningsområdet är högsta punkten. Vrangsjöbäcken som avvattnar avrinningsområdet har biflödesordning 3, vilket innebär att vattnet flödar genom totalt 3 vattendrag innan det når havet efter 205 kilometer. Delavrinningsområdet består mestadels av skog (74 %). Avrinningsområdet har 1,63 kvadratkilometer vattenytor vilket ger det en sjöprocent på 15,3 %.